# Асис (микрорегион)

Асис на карте.

Асис (порт. Microrregião de Assis) — микрорегион в Бразилии, входит в штат Сан-Паулу. Составная часть мезорегиона Ассис. 
Население составляет 	263 861	 человек (на 2010 год). Площадь — 	7 137,304	 км². Плотность населения — 	36,97	 чел./км².

## Демография
Согласно сведениям, собранным в ходе переписи 2010 г. Национальным институтом географии и статистики (IBGE), население микрорегиона составляет:						
| Полное население                             | Полное население                             | Полное население                             | Полное население                             | 263 861 |
| -------------------------------------------- | -------------------------------------------- | -------------------------------------------- | -------------------------------------------- | ------- |
| в том числе:                                 | Городское население                          | 243 794                                      | Процент городского населения, %              | 92,39   |
|                                              | Сельское население                           | 20 067                                       | Процент сельского населения, %               | 7,61    |
|                                              | Мужское население                            | 130 488                                      | Процент мужского населения, %                | 49,45   |
|                                              | Женское население                            | 133 373                                      | Процент женского населения, %                | 50,55   |
| Плотность населения, чел/км²                 | Плотность населения, чел/км²                 | Плотность населения, чел/км²                 | Плотность населения, чел/км²                 | 36,97   |
| Население микрорегиона в % к населению штата | Население микрорегиона в % к населению штата | Население микрорегиона в % к населению штата | Население микрорегиона в % к населению штата | 0,64    |

## Статистика
- Валовой внутренний продукт на 2003 составляет 2 805 377 568,00 реалов (данные: Бразильский институт географии и статистики).
- Валовой внутренний продукт на душу населения на 2003 составляет 10 865,37 реалов (данные: Бразильский институт географии и статистики).
- Индекс развития человеческого потенциала на 2000 составляет 0,796 (данные: Программа развития ООН).

## Состав микрорегиона
В составе микрорегиона включены следующие муниципалитеты:
1. Асис
2. Бора
3. Кампус-Новус-Паулиста
4. Крузалия
5. Кандиду-Мота
6. Флоринеа
7. Ибирарема
8. Иепе
9. Лутесия
10. Маракаи
11. Нантис
12. Палмитал
13. Парагуасу-Паулиста
14. Педриньяс-Паулиста
15. Платина
16. Куата
17. Таруман